# 歐本多夫
欧本多夫，即薩爾茨堡附近奧伯恩多夫（德語：Oberndorf bei Salzburg），是奧地利的城鎮，位於該國北部薩爾察赫河畔，距離首府薩爾茨堡州17公里，由薩爾茨堡州負責管轄，面積4.55平方公里，海拔高度401米，2012年人口为5,600人。欧本多夫是歌曲《平安夜》的诞生之地。

## 历史

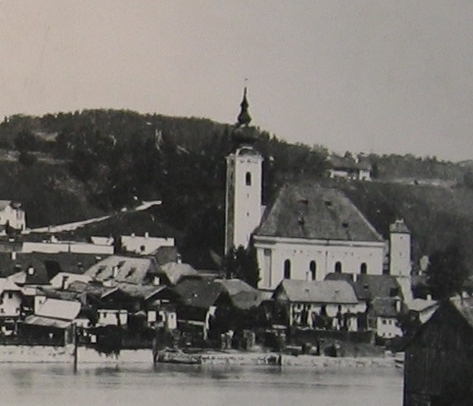
被毁前的圣尼古拉教堂

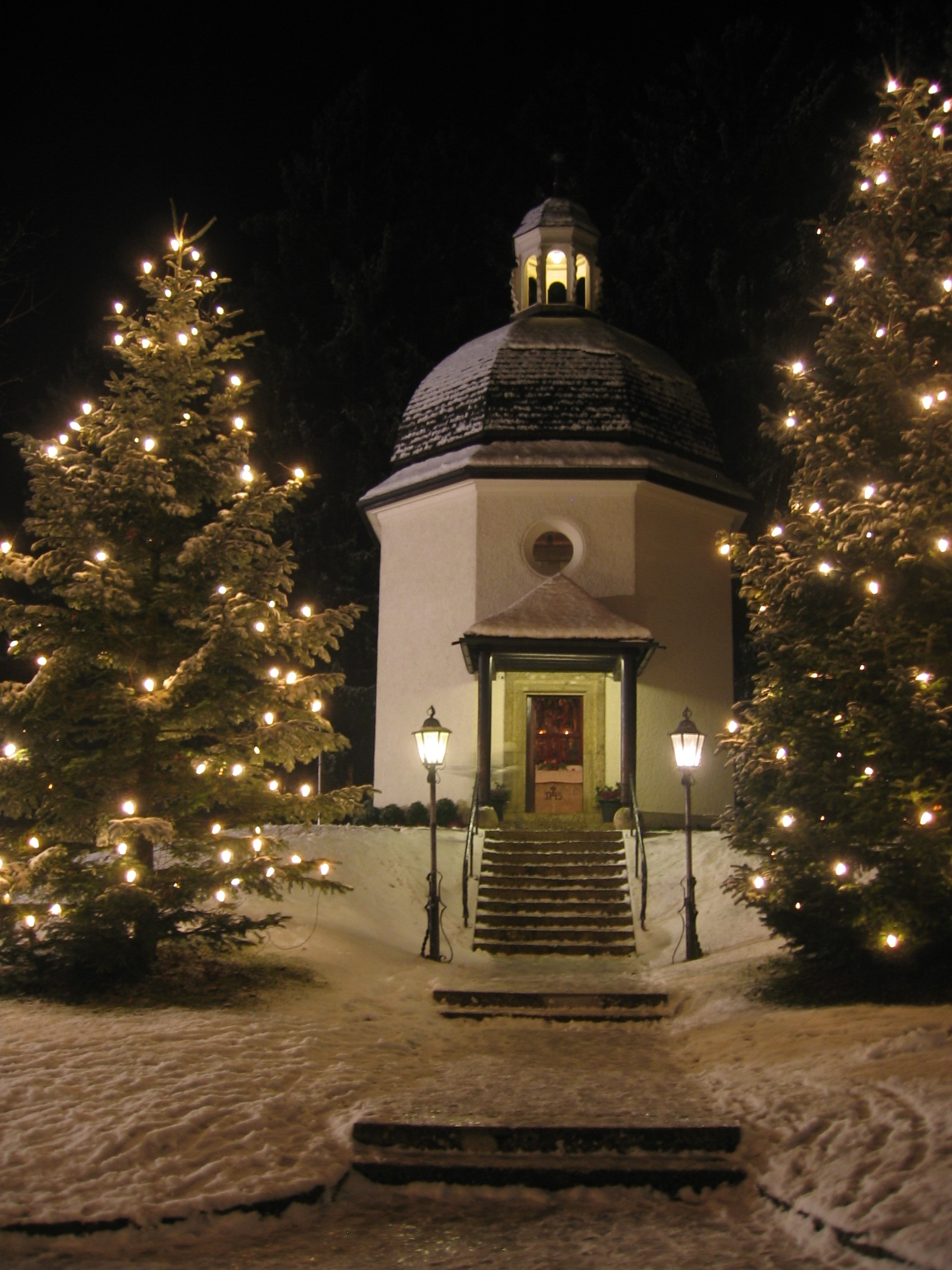
平安夜礼拜堂

欧本多夫原本与今德国巴伐利亚州的劳芬是同一座城镇，最早见于记载是在748年。地名“劳芬”（Laufen）的意思是急流，即城中的薩爾察赫河。劳芬因盐业贸易而兴盛。拿破仑战争结束后，1816年，根据维也纳会议，萨尔茨堡大主教区被拆分，劳芬被划为两部分，薩爾察赫河以西归为巴伐利亚王国，河的东面归属奥地利帝国。河西边的城镇仍然叫做劳芬，东面的城镇取名为“欧本多夫”（Oberndorf）。
广为传唱的圣诞颂歌《平安夜》就诞生在欧本多夫。1818年的平安夜，弗朗茨·克萨维尔·格鲁伯与约瑟夫·莫尔在镇上的圣尼古拉教堂首次演唱了这首歌曲。后来，这首歌传向世界。1890年代，欧本多夫遭受洪水，城镇的大部分被水冲毁，圣尼古拉教堂也未能幸免。1937年，人们在教堂的原址修建了一座新的教堂，以纪念这首歌的诞生。

## 外部連結
- （德文）Oberndorf bei Salzburg （页面存档备份，存于）
- （德文）Stille Nacht Kapelle Museum （页面存档备份，存于）